# Karisi
Karisi – gatunek literacki stworzony przez lud Njanga, zamieszkujący Demokratyczną Republikę Konga, oralna forma łącząca wszystkie rodzaje literackie. Ściśle związany z postacią mitycznego herosa Mwindo. Poszczególne partie są najpierw śpiewane, a następnie powtarzane w formie opowieści. W tych specyficznych inscenizacjach uczestniczy sześć osób (główny wykonawca, bard i trzej akompaniatorzy).
Karisi, obok funkcji sakralnych, pełnią również funkcje rozrywkowe.
Termin karisi jest również używany w odniesieniu do ducha opiekuńczego oraz wykonawców poszczególnych przedstawień. W niektórych wersjach mitu o Mwindo imię Karisi nosi ojciec bohatera.